# Duitse Kaukasusexpeditie

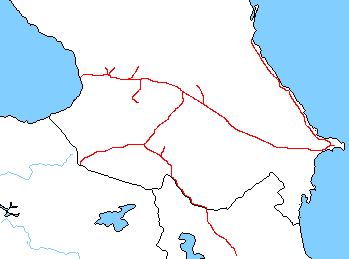
Transkaukasusspoorweg in 1916

De Duitse Kaukasusexpeditie was een militaire expeditie die in juni 1918 tijdens de Kaukasus-campagne van de Eerste Wereldoorlog door het Duitse Rijk naar het voormalige Russische Transkaukasië werd gestuurd als direct resultaat van het Verdrag van Poti met de Democratische Republiek Georgië. Het voornaamste doel was het stabiliseren van Georgië en het veiligstellen van de olieaanvoer voor Duitsland, door te voorkomen dat het Ottomaanse Rijk toegang zou krijgen tot de oliereserves op het schiereiland Apsjeron bij Bakoe.

## Achtergrond
Op 5 december 1917 werd de wapenstilstand van Erzincan ondertekend door de Russen en de Ottomanen, waarmee een einde kwam aan de gewapende conflicten tussen Rusland en het Ottomaanse Rijk in de Kaukasus-campagne in het het Midden-Oosten-theater van de Eerste Wereldoorlog. Het Comité voor Eenheid en Vooruitgang probeerde de vriendschap van de bolsjewieken te winnen met de ondertekening van het Ottomaans-Russische vriendschapsverdrag (1 januari 1918). Op 11 januari 1918 werd het speciale decreet over Armenië ondertekend door Lenin en Stalin, waarbij meer dan 100.000 Armeniërs uit het voormalige tsaristische leger werden bewapend en gerepatrieerd om naar de Kaukasus te worden gestuurd voor operaties tegen de Ottomaanse belangen. Op 20 januari 1918 bracht Talaat Pasja een officieel protest uit tegen de bolsjewieken die Armeense legerlegioenen bewapenden en verklaarde: "De Russische vos heeft haar streken niet verloren." Bolsjewieken en Armeniërs zouden de plaats innemen van het Russische Kaukasusleger van Nikolaj Joedenitsj. 
Op 3 maart 1918 werd de wapenstilstand van Erzincan gevolgd door de Vrede van Brest-Litovsk, waarmee Rusland de Eerste Wereldoorlog verliet. Tussen 14 maart en april 1918 werd de vredesconferentie van Trabzon gehouden tussen het Ottomaanse Rijk en de delegatie van de Transkaukasische Sejm. aan het einde van de onderhandelingen bij Brest-Litovsk bood Enver Pasja aan alle Turkse ambities in de Kaukasus op te geven in ruil voor erkenning van de Ottomaanse herovering van de Oost-Anatolische provincies. Het Verdrag van Brest-Litovsk bood enige verlichting aan de bolsjewieken die verwikkeld waren in de Russische Burgeroorlog. De olievelden van Bakoe stonden echter niet onder controle van de Russen en Duitsland had een grote vraag naar olie. Van 30 maart tot 2 april 1918 werden duizenden Azeri's en andere moslims in de stad Bakoe en aangrenzende gebieden van het gouvernement Bakoe van de Transkaukasische Democratische Federatieve Republiek afgeslacht door Armeense Dasjnaks met steun van de bolsjewistische sovjets. Deze gebeurtenis staat bekend als de maartdagen of maartgebeurtenissen.
Op 5 april aanvaardde het hoofd van de Transkaukasische delegatie, Akaki Tsjchenkeli, de Vrede van Brest-Litovsk als basis voor verdere onderhandelingen en spoorde de bestuursorganen aan om dit standpunt te aanvaarden. De stemming in Tbilisi was heel anders. De Armeniërs oefenden druk uit op de Republiek om te weigeren. Zij erkenden het bestaan van een staat van oorlog tussen henzelf en het Ottomaanse Rijk. De vijandelijkheden werden hervat en Ottomaanse troepen onder Vehip Pasja veroverden in het oosten nieuwe gebieden en bereikten de vooroorlogse grenzen.
Op 11 mei begon in Batoemi een nieuwe vredesconferentie, waar de Ottomanen hun territoriale eisen uitbreidden tot zowel Tbilisi als Aleksandropol en Etsjmiadzin. Ze eisten de controle over de spoorlijnen van Dzoelfa en Kars naar Aleksandropol en Tbilisi en het gebruiksrecht op de lijn verder naar Bakoe. De Armeense en Georgische delegatieleden van de Transkaukasische federatie begonnen te aarzelen. Vanaf 21 mei trok het Ottomaanse leger opnieuw verder. Het daaropvolgende conflict leidde tot de Slag om Sardarapat (Armavir, 21-29 mei), de Slag om Kara Killisse (Ağrı, 24-28 mei) en de Slag om Bash Abaran (Aparan, 21-24 mei). De Transkaukasische federatie viel uit elkaar toen de Georgiërs op 26 mei 1918 de onafhankelijke Democratische Republiek Georgië uitriepen, twee dagen later gevolgd door de Duitse erkenning ervan met het Verdrag van Poti. Een direct gevolg van het verdrag was de Duitse Kaukasusexpeditie, die begin juni 1918 in Batoemi aankwam, waarbij de Duitsers door de Georgiërs werden gezien als beschermers tegen de verwoesting na de Russische Revolutie en de Ottomaanse militaire opmars.

## Krachten
De expeditie bestond bijna uitsluitend uit Beierse troepen en omvatte de 7e Beierse Cavaleriebrigade, versterkt door het 29e Beierse Infanterieregiment (7e en 9e Jäger-bataljons), het 10e Sturm-bataljon, 1 machinegeweerdetachement en de 176e Mortiercompagnie. Het was 3.000 man sterk en stond onder bevel van generaal-majoor Friedrich Kress von Kressenstein. Generaal Erich Ludendorff was ook betrokken bij het toezicht en de organisatie van de expeditie. Hij ontmoette Georgische vertegenwoordigers in Berlijn en vergezelde hen naar keizer Wilhelm II. Naast de Georgiërs van de Kaukasus waren er Georgiërs die dienden in het Georgische Legioen van het Duitse Keizerlijke Leger. Veel van deze officieren en soldaten werden onderscheiden door de Georgische Orde van Sint-Tamara, speciaal uitgegeven voor het Duitse militair personeel. Deze strijdmacht werd over zee vervoerd van de Krim naar de Georgische Zwarte Zeehaven Poti, waar het op 8 juni 1918 landde, en werd later versterkt door de Duitse troepen die uit Syrië en Oekraïne waren teruggeroepen voor dienst in Georgië.

## Expeditie

### Voorspel
Onder directe dreiging van het Ottomaanse 3e Leger, dat tot op 7 km van Jerevan en 10 km van Etsjmiadzin was opgeschoven, ondertekende de Republiek Armenië op 4 juni het Verdrag van Batoemi.
Op 10 juni arriveerde de Duitse strijdmacht in Tbilisi, de hoofdstad van Georgië, en hield een gezamenlijke Duits-Georgische militaire parade in de hoofdweg van de stad. De Duitse expeditie kreeg al snel gezelschap van voormalige Duitse krijgsgevangenen uit Rusland en gemobiliseerde kolonisten uit Württemberg die zich halverwege de 19e eeuw in Georgië hadden gevestigd. Gecombineerde Duits-Georgische garnizoenen waren gestationeerd in verschillende regio's van Georgië, waaronder Poti, Otsjamtsjire, Koetaisi en Bortsjalo.

### Schermutselingen
De komst van de Duitse troepen in Georgië viel samen met een groeiende Duits-Turkse rivaliteit om de invloed in de Kaukasus en haar hulpbronnen, met name de olievelden bij Bakoe aan de Kaspische Zee en de daarmee samenhangende spoor- en pijpleidingverbinding met Batoemi aan de Zwarte Zee. Begin juni 1918 hernieuwde het Ottomaanse 3e leger onder Vehip Pasja haar offensief op de hoofdweg naar Tbilisi, en werd geconfronteerd met een gezamenlijke Duits-Georgische strijdmacht.
Op 10 juni vielen de Turken aan en namen veel gevangenen, wat leidde tot een officieel dreigement van Berlijn om troepen terug te trekken uit het Ottomaanse Rijk. Hans von Seeckt werd naar Georgië gestuurd en ontmoette Enver Pasja in Batoemi. De Ottomaanse regering moest toegeven aan de Duitse druk door Vehip Pasja te ontslaan en haar opmars in Georgië naar de Batoemi-Tbilisi-Bakoe-spoorlijn en de bijbehorende pijpleiding voorlopig stop te zetten. De Ottomanen heroriënteerden hun strategie richting Azerbeidzjan met een blokkerende actie tegen Britse troepen in het noordwesten van Perzië. Nuri Pasja leidde de strijd onder het Islamitische Leger van de Kaukasus, ook bekend als het Ottomaanse Leger van de Islam. 
De Duitse Kaukasusexpeditie kreeg in oktober 1918 te maken met een confrontatie met de Armeense strijdkrachten in het Zuid-Georgische district Bortsjalo van het gouvernement Tiflis, dat door Armenië geclaimd werd.  

### Val van Bakoe
In een aanvullende overeenkomst van 27 augustus 1918 op het verdrag van Brest-Litovsk tussen de bolsjewistische regering in Moskou en Duitsland werd afgesproken dat Duitsland ernaar zou streven dat een derde mogendheid de regio Bakoe niet binnen zou dringen en dat het militaire operaties van deze derde mogendheid niet zou ondersteunen in gebieden buiten de grenzen van Georgië. Dit was bedoeld om Ottomaanse ambities richting Bakoe af te wenden. Duitsland zou in ruil daarvoor van Sovjet-Rusland een kwart van de olieproductie van Bakoe ontvangen, via de Kaspische Zee en de Beneden-Wolga naar de door Duitsland gesteunde troepen in de Oekraïense Volksrepubliek. Tevens trok Moskou het bezwaar in tegen de Duitse erkenning van Georgië. 
De overeenkomst had geen effect. De Duitse regering verzocht het Ottomaanse Rijk haar offensief tegen Azerbeidzjan te vertragen, maar Enver Pasja negeerde dit verzoek. Pas op 10 september gaf generaal Ludendorff de opdracht aan Kress von Kressenstein om vanuit Georgië naar Bakoe te trekken. Vijf dagen later viel Bakoe in de slag om Bakoe aan het Ottomaanse Leger van de Islam onder leiding van Nuri Pasja, in de voetsporen van de evacuerende Sovjet-troepen. 
Het Sovjet-detachement onder Bitsjerachov en de Duitse Kaukasus-expeditie onder leiding van kolonel Friedrich von der Holtz ontmoetten elkaar op 17 september, samen met de troepen van de commune van Bakoe die de stad verlieten. Grigori Korganov was een Georgische communistische activist die deelnam aan de slag om Bakoe, en een van de 26 Bakoe-commissarissen en bolsjewistische partijleiders in Azerbeidzjan tijdens de Russische Revolutie.
Als gevolg van het formele einde van de Eerste Wereldoorlog en de wapenstilstand van 11 november 1918 kwam een einde aan de Duitse Kaukasusexpeditie. Het laatste schip met Duitse soldaten aan boord vertrok op 13 december 1918 vanuit de Georgische havenstad Poti. Zo werd het in april 1919 de laatste Duitse militaire formatie die na actieve dienst in de Eerste Wereldoorlog naar huis terugkeerde.